# Coribapta gigantodes
Coribapta gigantodes là một loài bướm đêm trong họ Geometridae.